# Synthetonychia florae
Espèce
Synthetonychia florae est une espèce d'opilions laniatores de la famille des Synthetonychiidae.

## Distribution
Cette espèce est endémique de l'île du Sud en Nouvelle-Zélande. Elle se rencontre dans la région de Tasman vers le Mont Arthur (en).

## Description
Le mâle holotype mesure 1,24 mm de long et 0,90 mm de large et la femelle paratype 1,24 mm de long et 0,90 mm de large.

## Systématique et taxinomie
Cette espèce a été décrite par Forster en 1954.

## Publication originale
- Forster, 1954 : « The New Zealand Harvestmen (sub-order Laniatores). » Canterbury Museum Bulletin, vol. 2, p. 1-329.